# 데린 힌치의 정의당
데린 힌치의 정의당(Derryn Hinch's Justice Party)은 오스트레일리아의 옛 정당으로  데린 힌치(Derryn Hinch)가 창립한 정당이다. 소아성애에 반대하는 보수 정당이었다